# Herbert Fuller Wernham
Herbert Fuller Wernham, född den 24 september 1879 i Hatcham, Deptford, död den 20 september 1941 i Rochford, Essex, var en brittisk botaniker som var specialiserad på tropiska måreväxter. Mellan 1910 och 1921 arbetade han som assistent vid Natural History Museums botaniska avdelning.
Auktorsnamnet Wernham kan användas för Herbert Fuller Wernham i samband med ett vetenskapligt namn inom botaniken; se Wikipediaartiklar som länkar till auktorsnamnet.